# Associazione Calcio Siena 1958-1959
Questa voce raccoglie le informazioni riguardanti l'Associazione Calcio Siena nelle competizioni ufficiali della stagione 1958-1959.

## Rosa
| N. |                   | Ruolo | Calciatore                    |
| -- | ----------------- | ----- | ----------------------------- |
|    | Italia (bandiera) | P     | Francesco Bachi               |
|    | Italia (bandiera) | C     | Giancarlo Bellotti            |
|    | Italia (bandiera) |       | Bossi                         |
|    | Italia (bandiera) | C     | Clemente Candiani             |
|    | Italia (bandiera) | A     | Natalino De Rossi             |
|    | Italia (bandiera) | C     | Secondo Donino                |
|    | Italia (bandiera) | A     | Giovanni Battista Fracassetti |
|    | Italia (bandiera) | C     | Luca Frateschi                |
|    | Italia (bandiera) | A     | Emiliano Giordano             |

| N. |                   | Ruolo | Calciatore           |
| -- | ----------------- | ----- | -------------------- |
|    | Italia (bandiera) | C     | Ettore Mannucci      |
|    | Italia (bandiera) | P     | Armando Nadalet      |
|    | Italia (bandiera) | D     | Mario Pedemonte      |
|    | Italia (bandiera) | D     | Luciano Pirazzini    |
|    | Italia (bandiera) | A     | Angelo Ruggeri       |
|    | Italia (bandiera) | C     | Aldo Scaramucci      |
|    | Italia (bandiera) | D     | Giuseppe Taglioretti |
|    | Italia (bandiera) | D     | Lauro Toneatto       |
|    | Italia (bandiera) | A     | Romano Voltolina     |